# Topa Capac
Topa Capac (inizio XV secolo – Cusco, seconda metà XV secolo) è stato un principe inca.
Si tratta di un figlio di Pachacútec probabilmente illegittimo in quanto non è stato tramandato il nome della madre. Doveva comunque trattarsi di una sposa secondaria, ma di alto lignaggio, perché il principe ebbe accesso ai più alti onori dello Stato.
È noto, principalmente per essere l'autore di una congiura dinastica volta a destituire il sovrano legittimo Túpac Yupanqui,
Topa Capac era di età più avanzata di Túpac Yupanqui, perché venne designato ad accompagnarlo e a vigilare sul suo operato, quando il futuro sovrano condusse la sua prima spedizione militare ancora giovanissimo.
Il legame tra i fratelli dovette essere particolarmente stretto perché, una volta diventato sovrano, Túpac Yupanqui gli concesse tutta una serie di importanti prebende. Tra queste figuravano vasti possedimenti e una delle cariche più ambite dalla aristocrazia inca: il ruolo di ispettore generale di tutte le contrade dell'impero.
Si trattava di una funzione della massima importanza perché, in pratica, colui che la esercitava disponeva a suo piacimento dell'applicazione delle leggi del Cuzco, in tutte le terre conquistate, rispondendo del suo operato soltanto al sovrano.
Inoltre a Topa Capac venne concesso di riservare per sé, nelle varie contrade, le proprietà che più gli convenissero, unitamente ai servi necessari per la loro conduzione.
Il fatto di disporre di tanto potere inorgogli il principe e lo indusse a concepire il disegno di guadagnare per sé la carica di inca supremo.
Cominciò per creare in tutte le terre che visitava dei gruppi fedeli a lui soltanto e pronti ad aiutarlo nella temeraria impresa che si era prefisso.
Il piano prevedeva l'intervento di guerrieri esterni che avrebbero dovuto convergere al Cuzco per controbilanciare l'azione difensiva degli Ayllos custodi, i cui armati costituivano un corpo di élite, particolarmente fedele al sovrano.
La congiura venne, in effetti, iniziata all'interno del Cuzco mentre Túpac Yupanqui era assente per la celebrazione, in Pacaritambo, dei riti di iniziazione di un suo figlio di nome Tupa Ayar Manco.
Le armate esterne di Topa Capac non ebbero però il tempo di entrare in azione perché il sovrano, avvertito in tempo, rientrò precipitosamente nella capitale, ripristinando l'ordine ed arrestando i ribelli.
Il palese tradimento di Topa Capac, aggravato dal trattamento di favore che aveva sempre ricevuto, meritava una punizione esemplare ed infatti il principe ribelle venne immediatamente giustiziato al pari dei suoi complici.
Restava da decidere la sorte dei responsabili minori della congiura. Túpac Yupanqui avrebbe voluto essere inflessibile, ma la Coya, sua sposa, intercesse per loro ed ottenne una condanna più mite. Non avrebbero pagato con la vita, ma sarebbero stati declassati alla posizione di servi per il resto della loro esistenza.
La stessa clemenza non venne però esercitata nei confronti di alcuni sacerdoti che si erano compromessi con Topa Capac. Si trattava evidentemente di antichi rancori che serpeggiavano tra la classe sacerdotale, fin dal tempo delle riforme di Pachacútec e Túpac Yupanqui non si lasciò sfuggire l'occasione per ripristinare la sovranità imperiale anche nei confronti del potere sacerdotale.
Sarebbe interessante conoscere a quale divinità fossero devoti i congiurati in questione, ovvero se al culto del Sole o a quello di Viracocha. Questo dato ci permetterebbe di approfondire la posizione del sovrano rispetto alle diverse tendenze religiose, ma le cronache ci hanno lasciato all'oscuro sulla precisa responsabilità delle varie confraternite e ogni ipotesi è altrettanto legittima.